# Gavone
Nella nautica il gavone è uno spazio a pozzo (con apertura dal lato superiore del vano), tipicamente ricavato sul ponte di governo, per lo stivaggio di alcuni materiali di piccole dimensioni utili durante la navigazione o in manovra, oppure in emergenza. 

## Descrizione
Può essere esterno, quando si tratta di un contenitore fissato al pavimento del ponte, oppure a livello, quando si tratta di un vano ricavato al di sotto del piano del ponte (ed il cui portello di apertura è in genere calpestabile). Ha preferibilmente chiusura ermetica.
Nella classica disposizione della vela, ve ne erano uno a prua ed uno a poppa. Il primo, anche detto "cala prodiera" poiché sempre a raso, serviva per riporvi i sacchi delle vele, ma la descrescente esigenza di sacchi ha reso la cala sempre più spesso utilizzata per l'allocamento di cabine di prua.
Il gavone di poppa è tradizionalmente usato per riporvi cime, cavi, carburanti, accessori di emergenza ed è spesso utilizzato anche come sedile di pozzetto. In una nave molto grande invece il gavone di prua o di poppa serve ad equilibrare la nave, soprattutto negli scarichi o carichi oppure per contenere acqua potabile.
Il nome gavone viene utilizzato anche per indicare un portaoggetti posizionato sotto il pianale di un camper, accessibile dall'esterno aprendo la bandella laterale o dall'interno. Il gavone del camper viene chiamato garage se permette di sistemare anche oggetti ingombranti come biciclette o motorini.